# Geneforge
Geneforge est un jeu vidéo de rôle développé et publié par Spiderweb Software sur Mac OS le 12 décembre 2001 puis sur Microsoft Windows le 19 mars 2002. Il est le premier jeu de la série Geneforge. Le joueur y incarne un apprenti d’une secte de magicien – les Shapers – capable de créer des créatures vivantes par la force de leur volonté. Au début du jeu il est envoyé sur Sucia, une île abandonnée par la secte 200 ans auparavant et sur laquelle vivent encore de nombreuses créatures créées par les Shapers. L’objectif principal du joueur est de s’échapper de l’île et d’en finir avec les puissances tentant de dérober les secrets laissé sur l’île par la secte.  Le jeu est basé sur l’idée de permettre au joueur de créer et de contrôler de multiples créatures, les Shapers et le monde de Geneforge ayant été imaginé par Jeff Vogel. L’univers du jeu mélange science-fiction et fantasy. À sa sortie, le jeu est bien reçu par la presse spécialisée malgré la pauvreté de ses graphismes, les critiques saluant la qualité de son scénario et la richesse de son univers. Le jeu se vend ainsi mieux que ce qu’avait anticipé les développeurs.

## Accueil
| Geneforge             |      |       |
| Média                 | Pays | Notes |
| 1UP.com               | US   | B-    |
| Computer Gaming World | US   | 3.5/5 |
| GameSpy               | US   | 80%   |
| Just RPG              | US   | 92%   |
| RPGDot                | US   | 79%   |
| Inside Mac Games      | US   | 72.5% |